# UEPA! Un escenario para amar
UEPA! Un escenario para amar é uma telenovela mexicana produzida pela Azteca e exibida pela Azteca 13 de 27 de abril a 5 de junho de 2015.
É um remake da telenovela Como en el cine produzida em 2001.
Foi protagonizada por Gloria Stalina e Erick Chapa e antagonizada por Ana Belena, Erick Chapa e  Martha Mariana Castro. 

## Enredo
Lourdes Jordán é uma jovem, que deve cuidar de sua irmã mais nova Estefy assim que seus pais morrem. Para pagar o colégio interno onde sua irmã está estudando, ela se vê obrigada a trabalhar como dançarina no bar Pink. Forçada a ser um bom exemplo para Estefy, ele decide mentir sobre o seu trabalho real, posando como um psicólogo de prestígio. Por uma ironia do destino, Lourdes sabe Claudio, um jovem bonito, que é apaixonado por ela à primeira vista.
Claudio, manipulada por sua mãe Rafaela, está prestes a se casar com Alexandra, não é realmente a amo. Acreditando que Lourdes é uma psicóloga importante Claudio visa não apenas de abordá-lo, a fim de curar o trauma causado pela morte de seu irmão gêmeo, mas também conhecer e conquistá-la. Os dois se apaixonam, mas ela teme que ele deixe quando você sabe que na verdade não é uma psicóloga, mas uma dançarina em um bar.
Muitos são os tempos que tentam Lourdes e Claudio confessar seu segredo, mas as dificuldades e confusão porque você não pode fazer e vai cada vez mais enredada em mentiras. Tristezas partes Lourdes e sonhos com seus amigos no bar, Rox, Anya, Gaby e Pantera, as meninas que querem melhorar seu trabalho e ficar a conhecer o amor. Somando-se a vida já complicada de Lourdes, Aldo chega, um milionário carismático que se sente um fascínio completo com ela, chegando a vir entre o amor de Claudio e Lourdes.
Em toda essa história de Claudio e Lourdes e deve superar muitos obstáculos para consumar o seu amor, mas vai lutar que está entre eles para ficar juntos neste cenário de amor que promete vida.

## Elenco
- Gloria Stalina como Lourdes "Lule" Jordán
- Erick Chapa como Claudio de los Arcos / Franco de los Arcos
- Ana Belena como Alexandra Williams
- Martha Mariana Castro como Rafaela vda. de De los Arcos
- Betty Monroe como Zoila Lezama
- Ariana Ron Pedrique como Bianca "La Pantera" Campestre
- Regina Murguía como Anya Padrón
- Camila Rojas como Gabriela "Gaby" Ruíz
- Valeria Galviz como Roxana "Rox" Trejo
- Martín Altomaro como Poncho
- Guillermo Iván como Aldo Galán
- Christian Vázquez como Moisés "Moy" Lezama
- Nubia Martí como Madre Luna
- Ángela Fuste como Carmen de Williams
- Humberto Búa como Jorge
- Carmen Baque como Hermana Dolores
- Alex Garza como Tita
- Tatiana del Real como Estefanía "Estefy" Jordán
- Cristóbal Orellana como Saúl
- Alexa Martín como Marisel de Los Arcos
- Thali García como Julia "July" Rivero
- Marcela Alcaraz como Carolina Flores
- Jessica Rotaeche como Teresita Tapia
- Maro Sandoval como Neto
- Patrick Fernández como Omar
- Leticia Padrajo -
- Araceli Aguilar -
- Germán Girotti como Marcos
- Cecilia Constantino -
- Lourdes Narro -
- Laura Sotelo -
- Marco Aurelio Nava -
- Giovanna Romo -
- Luis Enrique Parra -
- Socorro Miranda -
- Tamara Guzmán -
- Fernanda Cercedo -
- Gala Montes - Lourdes Jordán (jovem)
- Anette Michel como a mãe de Lourdes e Estefy
- Ramiro Fumazoni como o pai de Claudio, Franco e Marisel
- Alejandra Zaid -
- Giselle Leal -
- Dan Márquez -
- Erick Sandoval -
- Marco Tostado -
- Rodrigo Montana -
- Julián Soto -
- Andy Chávez de Moore -
- Elsa Ortiz -
- Alejandra Mazin -
- Joe -
- Jaime González -
- Aaron Beas -
- Gerardo Acuña -
- Arancha -
- Mauricio Bonet - Dr. Alonso Arreola
- José Ramón Escorza -
- Caja Fresca -
- Kevin Rogers -
- Ixpanea -
- Cess León -